# Линвуд (Калифорния)
Линвуд (англ. Lynwood) — город в округе Лос-Анджелес в штате Калифорния в Соединённых Штатах Америки.
Согласно данным переписи населения США 2020 года число жителей города 
составляло 67 265 человек, что, для такого небольшого населённого пункта, существенно больше (− 3.6%), чем было во время предыдущей переписи проводившейся в 2010 году (69 772 человека).

## История
Испанские аристократы и американские пионеры купили эту землю и основали небольшую общину в этом районе. В 1810 году дон Антонио Мария Луго был награжден 11 квадратными лигами земли в Калифорнии королем Испании за его военную службу во время создания миссий в этом районе. После того, как Луго получил эти участки земли (29 514 акров), он назвал этот район Ранчо Сан-Антонио. Эти участки земли сегодня составляют ближайшие населённые пункты Белл, Белл-Гарденс, Коммерс, Кудахи, Хантингтон-Парк, Линвуд, Мейвуд, Монтебелло, Саут-Гейт, Вернон и Уолнат-Парк.
В 1983 году Линвуд, в котором большинство населения было белым, не являющимся испаноязычным, избрал своего первого чернокожего члена городского совета в 1983 году, а в декабре 1985 года город избрал своего первого чернокожего мэра Роберта Хеннинга.
Дважды (1961, 2010) город был награждён премией All-America City Award (с англ. — «Всеамериканский город») присуждаемой Национальной гражданской лигой, которую неофициально называют «Нобелевской премией за конструктивное гражданство» и которая выдается за активную гражданскую позицию жителей некорпоративных сообществ Соединённых Штатов в жизни местного самоуправления.

## География
Согласно данным Бюро переписи населения США, общая площадь города составляет 4,8 квадратных мили (12 км2), всю эту территорию занимает суша.